# 埃爾阿德蘭托
14°10′6″N 89°43′37″W / 14.16833°N 89.72694°W
埃爾阿德蘭托（西班牙語：El Adelanto），是危地馬拉的城鎮，位於該國東南部，由胡蒂亞帕省負責管轄，面積31平方公里，海拔高度1,147米，2002年人口5,313，人口密度每平方公里171.39人。